# Kraftwerk Lada
Das Kraftwerk Lada (spanisch Central térmica de Lada) ist ein Kohlekraftwerk in der Stadt Langreo, autonome Gemeinschaft Asturien, Spanien.
Die installierte Leistung des Kraftwerks beträgt 358 MW. Es ist im Besitz von Iberdrola und wird auch von Iberdrola betrieben. Das Kraftwerk ging 1949 mit dem ersten Block in Betrieb. Iberdrola hat Ende 2019 beantragt, das Kraftwerk stillzulegen; die Stilllegung wurde genehmigt und muss bis spätestens August 2021 erfolgen.

## Kraftwerksblöcke
Das Kraftwerk bestand aus insgesamt vier Blöcken, die von 1949 bis 1981 in Betrieb gingen. Die folgende Tabelle gibt einen Überblick:
| Block | Max. Leistung (MW) | Betriebsbeginn | Turbine      | Generator    | Dampfkessel      | Status                                                             |
| ----- | ------------------ | -------------- | ------------ | ------------ | ---------------- | ------------------------------------------------------------------ |
| 1     | 25                 | 1949           |              |              |                  |                                                                    |
| 2     | 25                 | 1951           |              |              |                  |                                                                    |
| 3     | 155                | 1967           | Westinghouse | Westinghouse | Babcock & Wilcox | Stillgelegt (seit 2012)                                            |
| 4     | 358                | 1981           | Westinghouse | Westinghouse | Babcock & Wilcox | Stilllegung beantragt, wird bis spätestens August 2021 stillgelegt |

Die Jahreserzeugung lag 2000 bei 3,376 Mrd. kWh.